# پورفیری (فیلسوف)
پورفیری یا فُرفوریوس (۲۳۳–۳۰۴م) (به یونانیِ باستان Πορφύριος) از فیلسوفانِ مکتبِ اسکندریه و شاگردِ فلوطین و از نام‌دارترین حکیمانِ نوافلاطونی است. نام ش در زبانِ سریانی ملک بود. در ۲۳۳ میلادی در صور زاده شد و در آتن از لونژَن (لونگنیوس) (همو که به او لقبِ پُرفوریوس، به معنی «ارغوانی‌پوش» داد) ادبیات و علومِ بلاغی را آموخت و نزدِ فلوطین به تحصیلِ فلسفه مشغول شد. او به استاد ش بسیار علاقه داشت و او را شاگردی همواره همراه بود و پس از مرگِ او، جانشین ش شد. فرفوریوس نوشته‌های، استاد ش، فلوطین را در مجموعه‌یی به نام تاسوعات(نه‌گانه‌ها) گرد آورد و مقدمه‌ای هم با نام ایساغوجی(درآمد) بر ارغنونِ ارسطو نوشت و دربارهٔ قاطیغوریای او نظرهایی ارزنده ابراز داشت. رساله‌ای نیز در ردِّ باورهای ترسایان نوشت که بعدها تئودوسِ دوم نُسخِ آن را گردآوری کرد و خواست تا همه را بسوزد، لیکن نسخه‌هایی از این کتاب ماند و بعدها چاپ شد.
فُرفوریوس چون استاد ش، پاره‌ای اندیشه‌های صوفیانه داشت و توحید و مراقبه را شرطِ وصول به حقیقت و نیل به مراتبِ کمال می‌دانست. او در کتابِ پرهیز از گوشت‌خواری، آدمیان را به ریاضتِ نفس توصیه می‌کند. از دیگر آثارِ او نامه‌ای است که خطاب به همسرِ خود -مارسلا- نوشته و در آن مطالبی خواندنی در بابِ حیاتِ فلسفه و عروجِ خدایان عرضه داشته‌است. وی به سالِ ۳۰۴ میلادی در روم درگذشت.